# Sequoia Capital
Sequoia Capital è una società  di venture capital con sede a Menlo Park in California che si focalizza principalmente sul settore industriale tecnologico.
Lanciata nel 1972, ha finanziato società diventate icone dell'high-tech USA come Apple, Google, Cisco, PayPal e YouTube. Sequoia gestisce fondi di investimento multipli tra cui fondi specifici in India, Israele e Cina.

## Storia
Sequoia è fondata nel 1972 a Menlo Park, in California, da Don Valentine, considerato il pioniere del venture capital nella Silicon Valley. A metà degli anni novanta Valentine passa il controllo della società a Doug Leone e Michael Moritz che col tempo la trasformano in una società globale. Nel 1999 Sequoia amplia le sue operazioni in Israele. Nel 2005 fonda Sequoia Capital Cina come affiliato alla statunitense.
Nel 2006 Sequoia Capital acquisisce Westbridge Capital Partners, una società di venture capital indiana, in seguito rinominata Sequoia Capital India. Nel 2009 finanzia ServiceNow di Fred Lully, società che poi porterà in Borsa. CB Insights ha riconosciuto Sequoia Capital come la società di capitale di rischio numero 1 nel 2013. Nel 2014 vende WhatsApp a Facebook per 22 miliardi di dollari. L'azienda statunitense ha avuto 11 partner a partire dal 2016.
Nel 2015, il presidente di Sequoia, Michael Moritz, è stato interrogato sulla mancanza in azienda di partner femminili. Moritz ha sostenuto che c'erano poche candidate qualificate, perché le donne americane "tendono a scegliere di non studiare le scienze quando hanno 11 o 12 anni", aggiungendo che Sequoia non avrebbe "abbassato i nostri standard" per assumere donne. In seguito alle critiche ai commenti di Moritz, nel 2016 Sequoia ha assunto Jess Lee come primo partner di investimento femminile nei 44 anni di storia dell'azienda.
Nel 2020, Sequoia ha creato il suo primo ufficio europeo a Londra, nel Regno Unito, e ha assunto Luciana Lixandru per guidarlo. Nel febbraio 2021 è stata associata come partner di Sequoia China Angelica Cheung, per sedici anni direttrice di Vogue China.
Nel marzo 2022, The Information ha riferito che Sequoia Capital China stava raccogliendo un fondo da 8 miliardi di dollari per investire in società tecnologiche cinesi.
In seguito al crollo della Silicon Valley Bank nel marzo 2023, la Federal Deposit Insurance Corporation aveva sostenuto  i depositi di Sequoia da 1 miliardo di dollari nella banca.
Nel giugno 2023, Sequoia ha annunciato l'intenzione di dividersi in tre entità citando complicazioni nella gestione di un'attività di investimento globale decentralizzata nel mezzo di tensioni geopolitiche.  A seguito della separazione, che dovrebbe essere completata entro marzo 2024, l'attività cinese guidata da Neil Shen si chiamerà HongShan ("sequoia" in mandarino) e il ramo indiano e del sud-est asiatico si chiamerà Peak XV Partners. L’unità statunitense ed europea manterrebbe il nome Sequoia.

## Investimenti
L'azienda investe in aziende pubbliche e private. È specializzato in incubazione, fase di seed, fase di avvio, fase iniziale, e investimenti in una fase di crescita in aziende private. L'azienda investe prevalentemente in società con sede negli Stati Uniti per gli investimenti iniziali in fase di start-up investe tra 100.000 e 1 milione di dollari in stadio "seme", tra $ 1 milione e $ 10 milioni in stadio precoce, e tra 10 milioni e 100 milioni di dollari in aziende in fase di crescita. 
Sequoia Capital dal 1972 ha investito in oltre 250 società tra cui: Apple, Google, Oracle, PayPal, Stripe, YouTube, Instagram, Yahoo! e WhatsApp. Il valore di mercato corrente combinato di queste aziende è di oltre $ 1.4 trilioni di dollari, equivalente al 22 per cento del Nasdaq. Il suo portafoglio è prevalentemente nel settore dei servizi finanziari, sanità, outsourcing e la tecnologia.